# Maria Benvinda Levi
Maria Benvinda Delfina Levi o Levy (Maputo, 24 de març de 1969 és una política i antiga jutgessa moçambiquesa. El gener de 2025 fou nomenada Primera Ministra de Moçambic pel seu President Daniel Chapo.
El 1993 es va llicenciar en dret per la Universitat Eduardo Mondlane. Benvinda Levy fou nomenada ministra de justícia pel President Armando Guebuza l'11 de març de 2008,succeint Esperança Machavela, jurista i antiga ambaixadora a Portugal. El nomenament de Benvinda Levy es va produir com a part d'un part d'un canvi de gabinet que va implicar la substitució de la ministra d'afers estrangers Alcinda Abreu i el ministre de transports António Munguambe.
Abans del seu nomenament, Benvinda Levy dirigia el Centro de Formação Jurídica e Judiciária i havia servit com a jutgessa a la Cort Municipal de Maputo. En setembre de 2012 fou nomenada jutgessa consellera del Tribunal Suprem. En gener de 2015 va deixar el seu càrrec ministerial i fou nomenada Consellera Presidencial d'Afers Jurídics del president Filipe Nyusi. En la primavera del 2016 també fou designada com a membre de la nova comissió mixta per negociar un nou acord de pau amb la RENAMO.